# Tricarbone
Le tricarbone est une espèce chimique de formule :C=C=C:. Observé au début du siècle dernier dans la queue d'une comète et identifié par la suite dans plusieurs atmosphères stellaires, ce carbène, un radical très réactif, peut également être produit en laboratoire par ablation laser. Les petits agrégats de carbone tels que le carbone diatomique et le tricarbone sont généralement considérés comme des précurseurs chimiques à l'origine des particules de suie et interviennent dans la fabrication de certains diamants et fullerènes industriels.
La géométrie moléculaire du tricarbone à l'état fondamental est linéaire, avec des liaisons longues de 129  à   130 pm, c'est-à-dire correspondant à celles des alcènes. Contrairement à la molécule neutre C3, le cation C3+ n'est pas linéaire mais présente au contraire une forme coudée.
Le potentiel d'ionisation du tricarbone a été mesuré expérimentalement entre 11 et 13,5 eV.